# Iszapgyopár
Az iszapgyopár (Gnaphalium uliginosum) az őszirózsafélék (Asteraceae) családjába tartozó növényfaj. Európa nagy részén (az északi területek kivételével) és Nyugat-Ázsiában honos, de sokfelé behurcolták. Magyarországon a Dunántúlon nem ritka, és az Alföldön is gyakori. A Mátrában megtalálhatóak állományai. Nedves szántók, iszaptársulások, árterek, útszélek növénye, 1300 méteres magasságig.
A specifikus név jelentése: „mocsarakban/nedves helyeken növő”.

## Jellemzése
Egyéves növény. 5–25 cm magasra nő meg, szára tövétől elágazó. Legfeljebb 5 cm hosszú, száron ülő, keskeny, lándzsás leveleit apró szőrök borítják, fehéren gyapjasak; felszínük sötétebb zöld. Június-szeptember között virágzik. A hajtásokon csomókban elhelyezkedő, 2–3 mm hosszú virágfészkek sárga (de hamar megbarnuló) csöves virágokból állnak. A fészkek 3-10 tömött, végálló, a legfelső levelek közül kimagasló gomolyvirágzatot alkotnak. A murváskodó levelek a fészekcsomókon túlérnek, a fészekpikkelyek sárgásbarnák. Termése apró (0,5 mm hosszú) kaszattermés.

## Hasonló fajok
- Német penészvirág (Filago vulgaris) – virágai nagyobbak, levelei sűrűbben nőnek.